# 9385 Авіньйон
9385 Авіньйо́н (9385 Avignon) — астероїд головного поясу, відкритий 9 жовтня 1993 року.
Тіссеранів параметр щодо Юпітера — 3,112.